# Frank Humphries
Frank „Fat Man“ Humphries (* 8. April 1913 in Gracy (Kentucky); † November 1978 in Nyack, Rockland County) war ein Jazz- und Rhythm-&-Blues-Musiker (Trompete, Gesang, auch Posaune, Saxophone)
Humphries stammte aus einer musikalischen Familie; sein Bruder Hildred Humphries sowie seine Neffen Teddy und Roger Humphries waren ebenfalls professionelle Musiker. Seine Karriere nahm 1928 in der Familienband Original Humphries Play Boys seine Anfänge; die Brüder spielten in dieser Zeit in der Bläsergruppe des Bandleaders Vernon Stern, 1931 in der Combo Pittsburgh Harlemites und ab 1933 im Jack Spruce Ensemble, bevor sie ihr eigenes Orchester formierten, das zwischen 1935 und 1938 bestand. 
Humphries spielte in den frühen 1940er-Jahren Trompete im Orchester von Lucky Millinder, in den 40er-Jahren auch bei Cootie Williams, Don Redman und Tab Smith. Unter eigenem Namen nahm er ab 1945 populäre Jazz- und R&B-Nummern für die Label Pick-Up („After You’ve Gone“, u. a. mit Kenny Dorham und Eddie Durham), Abbey („Doby at the Bat“), Derby („Big Cat Blues“) und 1952 für Jubilee Records („I Can’t Get Started“ und „Lulubell Blues“) auf. Nach Tom Lord war er zwischen 1943 und 1953 an 22 Aufnahmesessions beteiligt, u. a. mit Herbie Nichols (1950) und Wynonie Harris. In den folgenden Jahren setzte er die Zusammenarbeit mit seinem Bruder fort, mit dem er bis in die frühen 1970er-Jahre eine Band leitete.